# Institut pour les échanges scientifiques

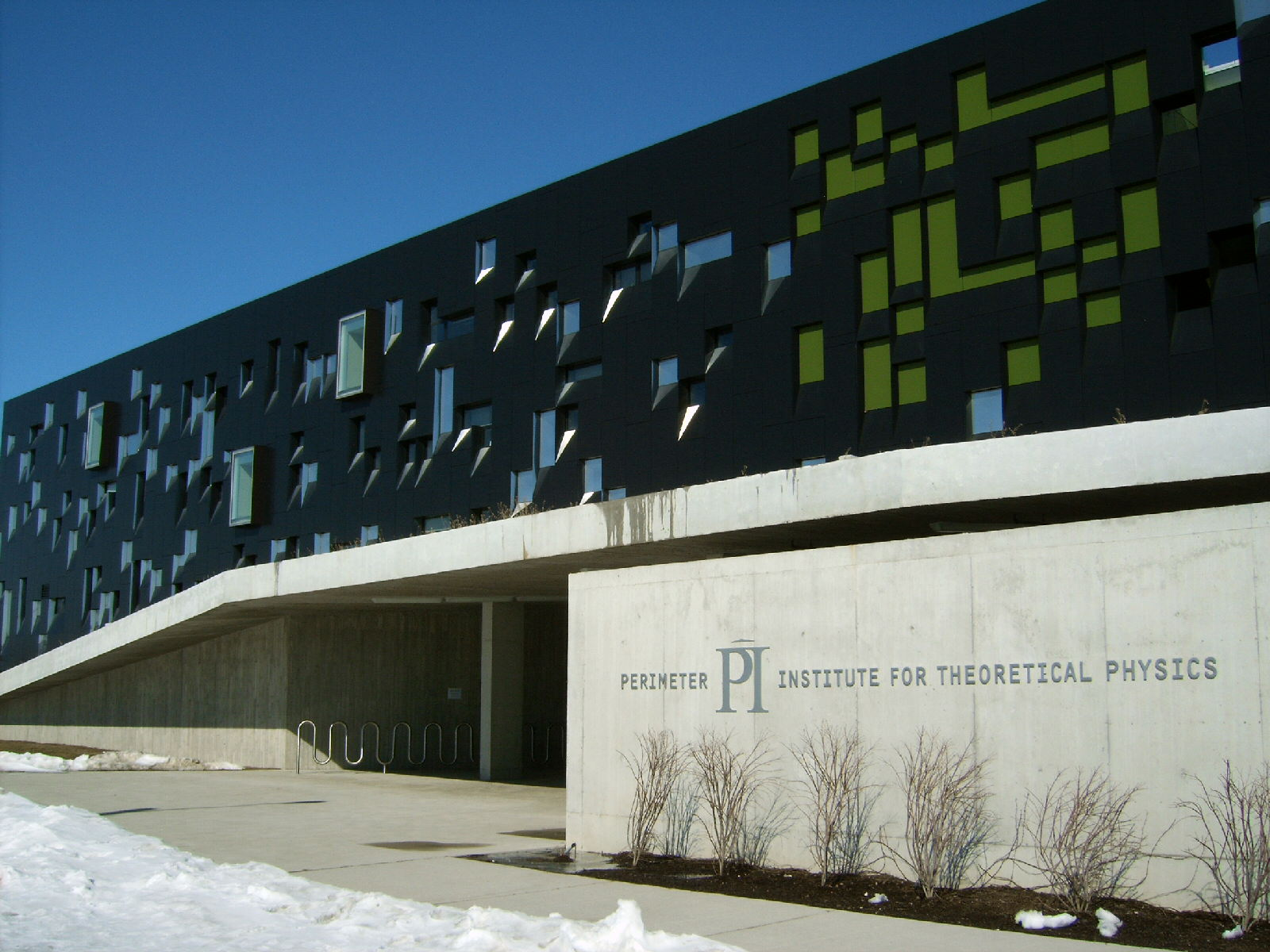
Institut du périmètre de Waterloo, Ontario

L'Institut pour les échanges scientifiques (ISI), également connu sous le nom de Fondation ISI, est un centre de recherche scientifique privé, basé à Turin. L'Institut pour les échanges scientifiques a été fondé en 1983 par la région du Piémont, la ville de Turin, la province de Turin et la Fondation CRT. Depuis la fondation de l'organisme, la Fondation CRT est le principal soutien des activités de l'ISI, qui est également financé par des projets de recherche de la Commission européenne et d'autres fondations d'origine bancaire. L'Institut pour les échanges scientifiques accueille des chercheurs qui sont principalement impliqués dans l'étude de systèmes complexes. En plus de son bureau principal à Turin, l'Institut dispose d'un deuxième bureau à l'Université d'État de New York, à New York.